# Avinguda Catalunya (Cervelló)
Avinguda Catalunya és un carrer del municipi de Cervelló (Baix Llobregat). Igual que el Carrer Major, del que és la continuació cap a llevant, és un dels trams en que es divideix la travessia urbana de la carretera N-340.
En aquesta avinguda hi ha diverses obres que formen part de l'Inventari del Patrimoni Arquitectònic de Catalunya.

## Cal Sabater

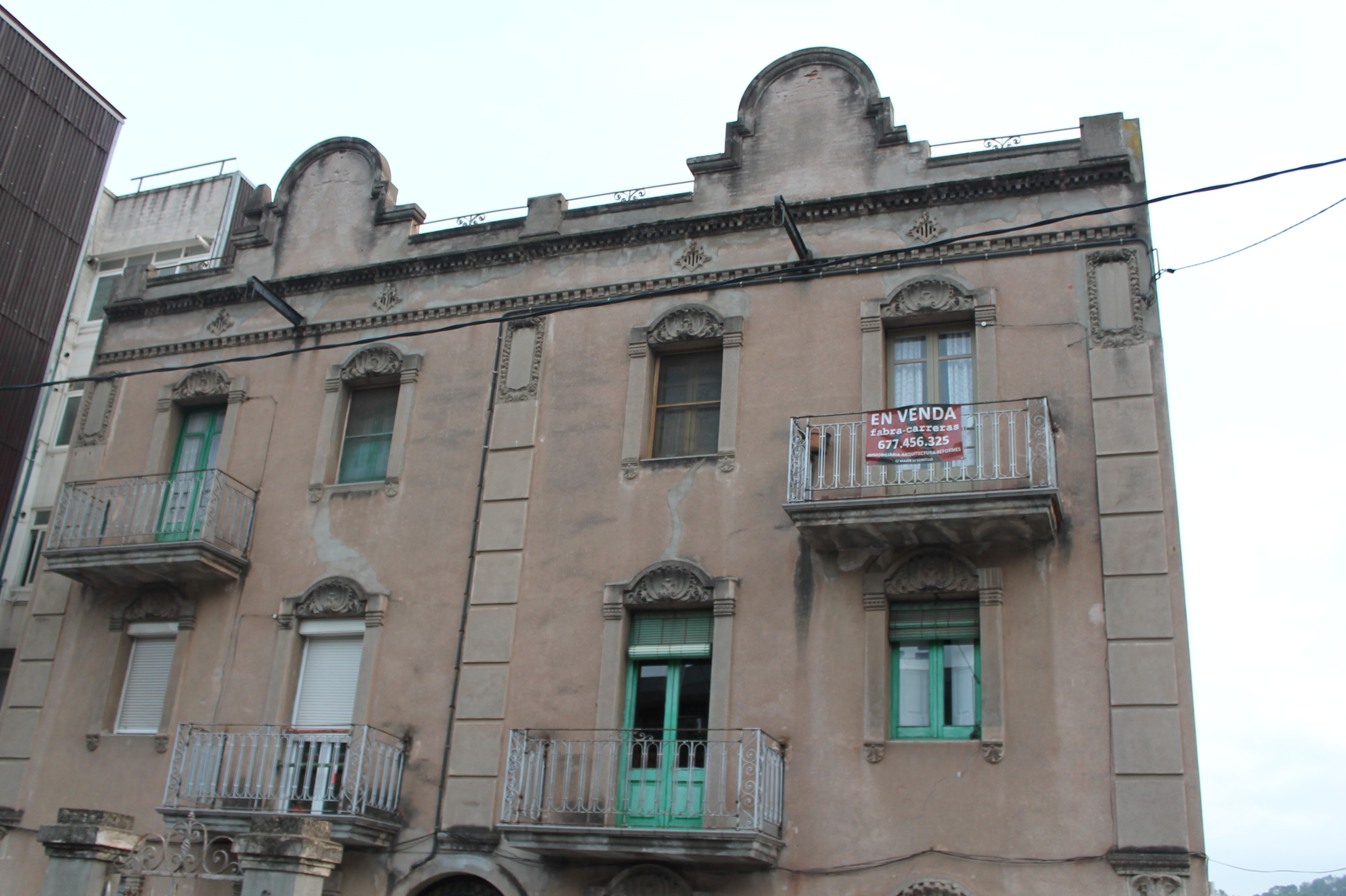
Cal Sabater

Casses bessones de planta baixa i dues plantes amb coberta plana. Cada casa té dues obertures per planta, una de les quals és un balcó en el primer i segon pis, però disposats en eixos diferents; aquesta disposició es reflecteix de manera simètrica a l'altra casa. Les obertures tenen un emmarcament motllurat i la llinda té forma d'arc rodó amb uns relleus al timpà. A la part superior de la façana hi ha un fris decorat amb quatre òculs amb relleus florals i, finalment, està rematat en dos ondulats. La part superior de la casa està formada per un terrat.
Aquest immoble és del 1920-1930 aproximadament.

## Xalet de l'Avinguda Catalunya, 18

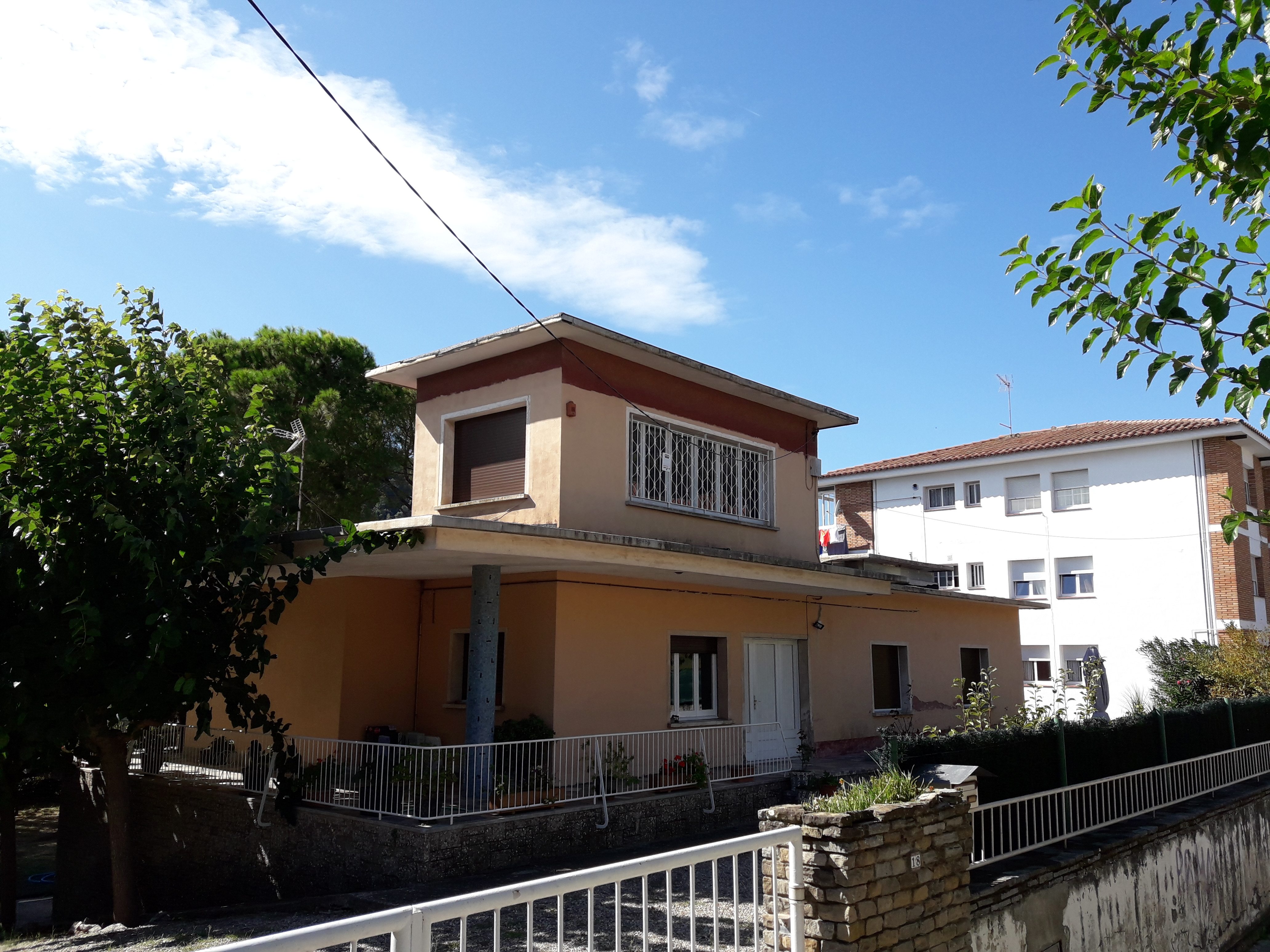
Xalet racionalista al número 18

La façana del xalet del número 18 és una obra inclosa en l'Inventari del Patrimoni Arquitectònic de Catalunya. És un edifici d'estil racionalista de teulada plana. És de planta rectangular, composta de planta baixa on hi ha l'habitatge, i primer pis, de planta més petita, també de base rectangular, que fa les funcions d'estudi. Les obertures són de grans dimensions, rectangulars o quadrangulars i emmarcades per una fina motllura llisa.